# 1932 en Alberta
Chronologie de l'Alberta
- 1928
- 1929
- 1930
- 1931
- 1932
- 1933
- 1934
- 1935
- 1936

Cette page concerne des événements qui se sont produits durant l'année 1932 dans la province canadienne de l'Alberta.

## Politique
- Premier ministre : John Edward Brownlee des United Farmers
- Chef de l'Opposition :
- Lieutenant-gouverneur :
- Législature :

## Naissances
- 2 mars : Jacob (Jack) Austin (né à Calgary), homme politique et sénateur canadien. Il a été nommé à la chambre haute par le premier ministre Pierre Elliott Trudeau le 8 août 1975 et représente la province de la Colombie-Britannique. Il a servi à titre de ministre d'État dans le cabinet de Pierre Trudeau de 1981 à 1982 et puis ministre d'État pour le développement social jusqu'à la retraite de Trudeau en 1984. Il est revenu au cabinet du Canada en 2003 lorsque le premier ministre Paul Martin l'a nommé leader du gouvernement au Sénat, poste qu'il a occupé jusqu'à la défaite des libéraux lors de l'élection de 2006. Il prit sa retraite en mars 2007.
- 24 juin : Mel Hurtig (né à Edmonton et mort le 3 août 2016 à Vancouver[1]), éditeur, auteur et homme politique canadien.
- 27 juillet : George Ryga, né à Deep Creek, près d'Athabaska et mort le 18 novembre 1987 à Summerland en Colombie-Britannique, dramaturge, poète, parolier et romancier canadien.
- 10 octobre : Frances Fox Piven (néeà Calgary), professeure américaine de Sciences politiques et sociologie[2]. Elle enseigne à la City University de New York dès 1982[3].
- 6 décembre : Henry Bassen, surnommé Hank Bassen, (né à Calgary - mort le 29 mai 2009 à Calgary), gardien de but professionnel de hockey sur glace[4]. Il est le père des joueurs de hockey Bob Bassen et Mark Bassen ainsi que le grand-père de Chad Bassen[5].